# Pedro de Guzmán, I conde de Olivares
Pedro Pérez de Guzmán y Zúñiga, I conde de Olivares (Sevilla, hacia 1503-Madrid, 14 de julio de 1569), fue hijo del III duque de Medina-Sidonia y, como tal, fundador de una rama menor de la Casa de Medina-Sidonia, la Casa de Olivares.

## Biografía
Era el cuarto hijo varón de Juan Alonso Pérez de Guzmán y Mendoza, III duque de Medina Sidonia, y el tercero de su segunda esposa, Leonor de Guzmán y Zúñiga.
En 1507 Juan solicitó a Fernando el Católico para su hijo Pedro las encomiendas de la Orden de Calatrava de Casas de Sevilla y de Niebla. Estas encomiendas pertenecían a Luis Saavedra, que se encontraba gravemente enfermo y pronto quedarían vacantes.
En 1513 murió sin sucesión el hermanastro de Pedro, Enrique de Guzmán, que había heredado el mayorazgo del duque de Medina Sidonia. Le seguía en la sucesión Alonso Pérez de Guzmán, hermano mayor de Pedro, pero este era discapacitado y el mayorazgo pasó a su otro hermano, Juan Alonso Pérez de Guzmán.
Pedro de Guzmán y su hermano Juan Alonso sirvieron a Carlos I sofocando los levantamientos comuneros en Andalucía y Toledo. En el sitio de Toledo, Pedro fue herido y hecho prisionero por los soldados de María Pacheco. Por ello, Carlos I le nombró caballero de la Orden de Calatrava.
Pedro acompañó a Carlos I a Italia en 1529. Luego sirvió en Alemania y Flandes. Luchó contra los otomanos en 1532, en el contexto de la invasión turca de Hungría y Austria. Posteriormente, participó junto a Carlos I en la Campaña de Túnez de 1535.
En el verano de 1535, antes de la conquista española de La Goleta, en la campaña de Túnez, Carlos I vio que Pedro de Guzmán no se alineaba para la batalla con los nobles y entonces se enteró de que carecía de un título nobiliario. Entonces, dados los servicios prestados, decidió nombrarlo conde de Olivares. Esto fue formalizado por escrito en Palermo el 12 de octubre de 1535.
Tras un litigio por el título de duque de Medina Sidonia, del cual se desconocen los argumentos que se esgrimían, el 30 de diciembre de 1535 Juan Alonso le cedió a su hermano Pedro la villa de Olivares, la dehesa de los Crespines, la heredad de Miraflores, el donadío de Carcaboso y las tierras de Sobervina. Además, se comprometió a depositar para él 7 millones de maravedís en el Monasterio de Santa María de las Cuevas en el agosto siguiente y a darle 16 millones más, otorgándole un millón anual en intereses mientras no se los entregase.
En 1537 Carlos I procedió a la venta de bienes de las órdenes militares, contando con las oportunas bulas papales. Mediante un privilegio real dado en Barcelona el 22 de abril de 1538, Pedro de Guzmán adquirió las villas de Heliche (hoy despoblado) y Castilleja de Alcántara (hoy Castilleja de Guzmán), el donadío de Characena (en Huévar del Aljarafe) y fincas en Sevilla, Jerez de la Frontera y Bujalance. Todo ello había pertenecido antes a la Orden de Alcántara.
Mediante otro privilegio real dado en Toledo el 23 de mayo de 1539 Pedro de Guzmán adquirió Castilleja de la Cuesta, la dehesa de Ajoar (hoy Aljobar, en Aznalcázar) y tres caíces de tierra de pan llevar en términos de Gerena. Todo eso había pertenecido a la Orden de Santiago.
En 1539 contrajo matrimonio con Francisca de Ribera Niño, viuda del conde de Fuensalida. Francisca de Ribera era hija de un secretario aragonés judeoconverso, Lope Conchillos.
En 1540 Pedro de Guzmán compró los derechos de alcabalas de las villas que poseía en la comarca del Aljarafe: Olivares, Heliche, Castilleja de Guzmán y Castilleja de la Cuesta.
En enero de 1544 redactó unas ordenanzas para Olivares y Heliche.
Posteriormente, acompañó a Flandes al príncipe Felipe. Tal vez como compensación por los gastos realizados en este viaje, se le concedió en Bruselas el 13 de junio de 1552 los cargos de alcaide del Real Alcázar y de las Reales Atarazanas de Sevilla.
Las ordenanzas de 1544 para Olivares y Heliche fueron fueron ampliadas en 1552 y, en diciembre de ese mismo año, redactó otras ordenanzas para el funcionamiento del pósito de Olivares.
En 1554 acompañó al príncipe Felipe a Inglaterra para su boda con María Tudor y fue nombrado contador mayor de la Real Hacienda.
En la década de 1560 Pedro de Guzmán y su familia residieron habitualmente en Madrid, como indican los documentos legales que firmaron.
En 1563 constituyó un mayorazgo con los bienes citados, en el que se incluyeron también varios en Sevilla: 38 viviendas, un corral de vecinos de más de 300 casas conocido como Corral del Conde, un mesón, siete boticas, dos tiendas y las huertas de San Julián y de Alcántara.
Falleció el 14 de julio de 1569 en Madrid. Dispuso que él y su esposa fuesen enterrados en el Monasterio de San Isidoro del Campo de Santiponce, donde se encuentra un panteón de los Guzmán, y que si sus hijos edificaban una capilla familiar le trasladasen luego estos restos a la misma.
Su hijo, Enrique de Guzmán (1540-1607), II conde de Olivares y padre del conde-duque de Olivares, fundó una capilla en Olivares (que se convertiría en la Colegiata de Olivares) y sus restos y los de su padre fueron enterrados en ella.